# Świnia z brązu
Świnia z brązu (duń. Metalsvinet) – baśń literacka autorstwa Hansa Christiana Andersena, wydana po raz pierwszy w 1842 roku.

## Historia
Hans Christian Andersen lubił podróżować. Pisał pamiętniki z podróży, które po opublikowaniu okazywały się być poetyckimi książkami, lirycznymi w swym stylu oraz sposobie opisywania rzeczywistości. W jednej z nich, zatytułowanej Bazar poetycki (duń. En Digters Bazar), opublikowanej 30 kwietnia 1842 roku, pisarz zawarł następujące utwory: Świnia z brązu, Związek przyjaźni (duń. Venskabs-Pagten), Róża z grobu Homera (duń. En Rose fra Homers Grav), Mohammeds Fødselsdag, Tre romerske Drenge i Den forhexede Elsker. Bazar poetycki jest zapisem z wyprawy po Niemczech, Włoszech, Grecji i Turcji. Dziennik ten został napisany w formie eseistyczno-literackiej. Zawiera refleksje, opisy kultur, spotkań i miejsc, które Andersen odwiedził w latach 1840–1841. Pisarz przebywał we Florencji od 11 do 14 grudniu 1840 roku, chociaż miasto znał już ze swoich wcześniejszych wizyt w 1833 i 1834 roku.
Tytułowa świnia to kopia antycznej rzeźby wykonana w brązie w 1612 roku przez Pietra Tacca. Rzeźba stanowi część fontanny miejskiej przy Loggia del Mercato Nuovo we Florencji, tzw. Fontana del Porcellino. Cudowna świnia z brązu nosi chłopca. Innymi znanymi dziełami sztuki pojawiającymi się w utworze są: Pomnik konny Kosmy I Medyceusza Giambologni, Dawid Michała Anioła, Perseusz Celliniego, Porwanie Sabinek Giambologni, Wenus Medycejska w Galerii Uffizi, Walczący gladiatorzy, Szlifierz, obraz Wenus z Urbino Tycjana, Zstąpienie Chrystusa do otchłani Bronzino.
We florenckim kościele Santa Croce Andersen zwraca uwagę na grobowce wielkich Włochów: Michała Anioła, Galileusza, Alfieriego i Machiavelliego oraz na cenotaf Dantego. Odgrywają one ważną rolę w opowieści.
Pisząc baśń, Andersen nie zapomina o wymienianiu najważniejszych „atrakcji”. Świnia z ubogim chłopcem na grzbiecie zwiedza miasto w sposób szczegółowy, aby umożliwić duńskim czytelnikom poznanie jego topografii i charakteru. Chłopiec zostaje przyjęty pod dach przez bogatszych od siebie – to doświadczenia podobne do Andersenowskich. Pies rękawiczników wabi się Belissima, znaczeniowo to tak samo jak Beauty, pies rodziny Collinów, która przyjęła przyszłego pisarza.
Przesłanie baśni jest łatwe do odczytania, spotkanie ze sztuką, z kulturą umożliwia dorastanie do bycia artystą, wyzwala. Wywołane opowieścią właściwe nastroje i emocje, stają się obrazem większej prawdy, a tym samym tworzą sztukę.
Umierający przedwcześnie artysta to Wilhelm Bendz.

## Polskie przekłady
- 1931 – Metalowa świnia: Stefania Beylin (tłum.): Baśnie. Warszawa. Brak numerów stron w książce
- 2006 – Świnia z brązu: Bogusława Sochańska (tłum. z duńskiego): Baśnie i opowieści. Tom III 1862–1873. Poznań. s. 14–25. ISBN 978-83-7278-194-9.

## Fabuła
Biedny chłopiec żyje we Florencji i codziennie przechodzi obok fontanny z metalową świnią. Pewnej nocy wspina się na świnię, który ożywa i zabiera go na magiczną podróż po mieście. Chłopiec podziwia uliczne posągi. Świnia niesie go do miejskiej galerii. Tam chłopiec zachwyca się rzeźbami, takimi jak Wenus Medycejska. Widzi też obraz Bronzina przedstawiający Chrystusa zstępującego do otchłani. Chłopiec podziwia też inne dzieła sztuki. Następnie świnia zabiera go do kościoła Santa Croce, gdzie widzi grób Michała Anioła, zachwyca się sztuką. Podziwia też grób Dantego i jego poezję. Grób Alfieriego wzbudza w nim refleksję o literaturze. Grób Machiavellego skłania go do myślenia o polityce. Szczególną uwagę zwraca na grób Galileusza. Czerwona drabina na niebieskim tle z herbu Galileusza zapada mu w pamięć. Po podróży świnia wraca na swoje miejsce. Chłopiec budzi się jakby ze snu. Spotyka rękawicznika, którego rodzina go przygarnia. Uczy się szyć rękawiczki. Poznaje młodego malarza, sąsiada rzemieślników. Wieczorem zasypia na fontannie. Budzi go pies, po ucieczce z domu. Żandarmi oskarżają chłopca o kradzież i zabierają ze sobą psa. Po powrocie psa do domu chłopiec uczy się rysować. Przywiązuje psa, by ten się nie ruszał, gdy go rysuje, i za to zostaje wyrzucony. Zostaje jednak dobrym malarzem. Młodo umiera.